# Dreilagenstein Geyer

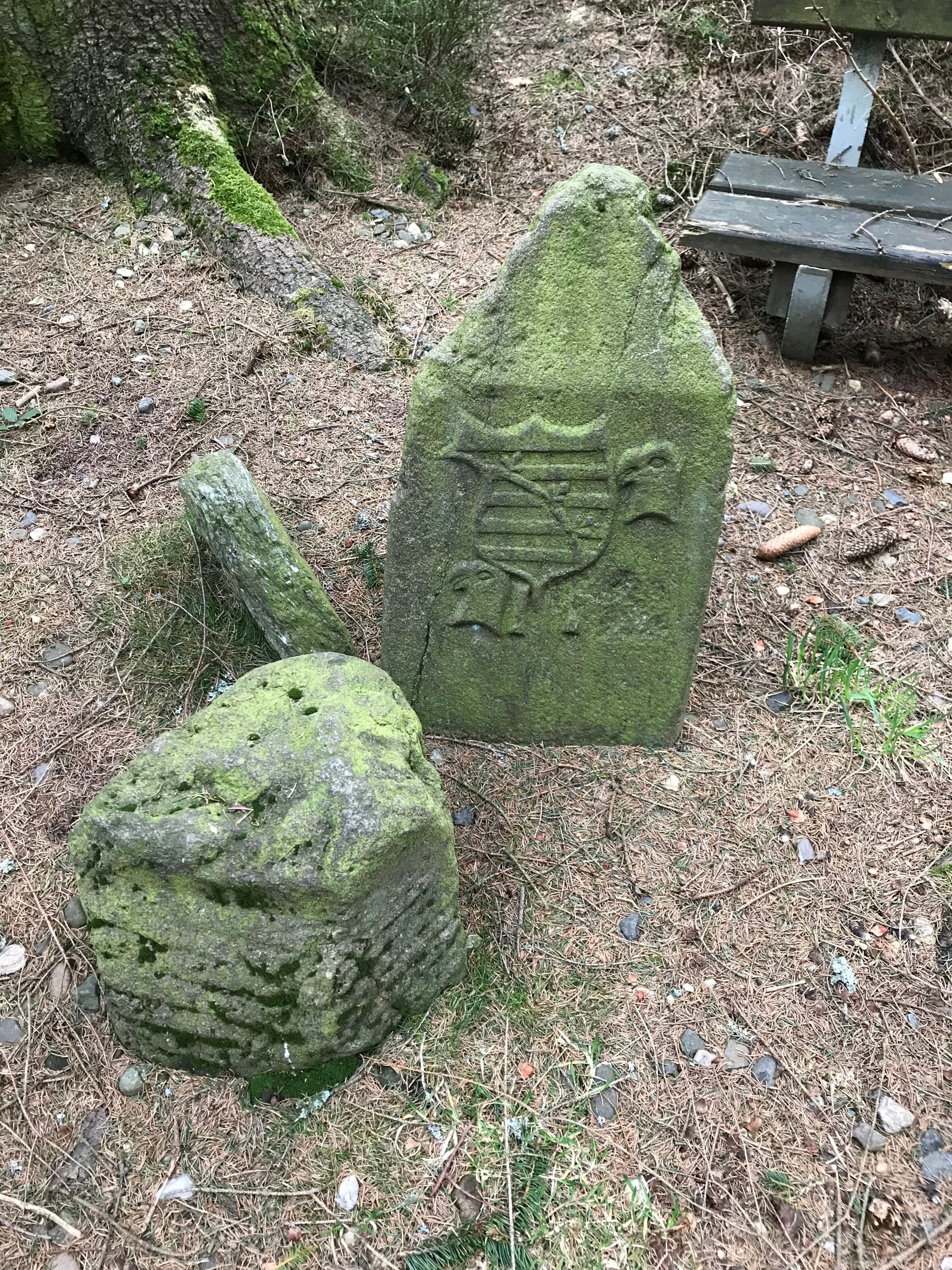
Dreilagenstein im Geyerschen Wald

Der Dreilagenstein Geyer ist als Abmarkung ein Grenzzeichen (Dreiherrenstein) von drei aneinander grenzenden ehemaligen Herrschaften im Geyerschen Wald im sächsischen Erzgebirgskreis.

## Geschichte
Im Jahre 1504 wurde die Grenze zwischen Geyer und Zwönitz, das zu diesem Zeitpunkt von den Schönburgischen Herrschaften verwaltet wurde, neu bestimmt.
An der Stelle, wo die hartensteinischen, schönburgischen und die landesherrlich meißnischen Besitzungen aneinander lagen, wurde ein Grenzstein errichtet. Der Name Dreilagenstein bezieht sich auf die Form des Steines. Jede Seite zeigt mit dem entsprechenden Wappen zu den Besitzungen. In Richtung Geyer zeigen das kurfürstliche Wappen und die Geyerköpfe für die Stadt Geyer, der Schutzheilige des Klosters Grünhain weist nach Zwönitz und das Schönburgische Wappen zeigt zu deren Besitzungen.
Der Stein befindet sich im Geyerschen Wald, etwa 300 Meter vom Sendeturm Geyer entfernt und ist durch einen Wanderweg erreichbar.